# Івашко Володимир Олександрович
Володи́мир Олекса́ндрович Іва́шко (нар. 21 березня 1965, село Кархівка, Чернігівського району, Чернігівська область) — український політик, голова Чернігівської обласної державної адміністрації (з 3 березня 2014 по 19 вересня 2014).

## Освіта
Освіта вища. У 1988 році закінчив Українську сільськогосподарську академію за спеціальністю економіка і організація сільського господарства. У 2003 році — Українську академію державного управління при Президентові України.

## Трудова діяльність
Трудову діяльність розпочав у 1988 році головним економістом колгоспу ім. Жданова у Чернігівському районі.
З 1992 по 1996 роки працював на різних посадах у податковій інспекції в Чернігівській області.
У 1996–1997 роках обіймав посади заступника начальника, а потім — заступника голови — начальника управління прямих і непрямих податків з юридичних осіб Державної податкової адміністрації в Чернігівській області.
З 1997 по 2001 роки очолював податкові служби у м. Чернігові.
З 2001 по 2004 роки — перший заступник голови Державної податкової адміністрації в Чернігівській області.
У 2004–2005 роках обіймав посаду заступника директора Департаменту зведеного бюджету Міністерства фінансів України, заступника директора Департаменту бюджетної політики Міністерства фінансів України, м. Київ.
З 2006 по 2011 роки — голова правління ВАТ "Редакційно-видавничий комплекс «Деснянська правда»", м. Чернігів.
У 2010 році був обраний депутатом обласної ради за виборчим списком Чернігівської обласної партійної організації Всеукраїнського об'єднання «Батьківщина». На час обрання — приватний підприємець із Чернігова.
Від 2013 року і до призначення — директор ТОВ «Міжнародний торговельний альянс».

## Критика
Його діяльність пов'язують з народним депутатом ВРУ Дубілем, замішаним в незаконних оборудках і рейдерствах.
У 2014 році на посаді голови ЧОДА відправляв активістів у зону АТО. Перевищуючи свої службові повноваження, чинив тиск на військового комісара у військкоматі, щоб він надсилав повістки «неугодним» активістам. При цьому, деяким із них за законом не можна було відправляти ці повістки, оскільки вони є заброньованими за органами виконавчої влади та місцевого самоврядування.

## Нагороди
Заслужений економіст України.